# Château de Hollenfels
Le château de Hollenfels est un château luxembourgeois situé à Hollenfels dans la commune de Helperknapp.
Depuis le XIe siècle, il domine la vallée de l’Eisch (un affluent de l’Alzette), également appelée vallée des sept châteaux. Avec l’auberge de jeunesse voisine, il sert aujourd’hui à des activités pour la jeunesse.